# Альпийские стрелки (Франция)
Альпи́йские стрелки́ (фр. chasseurs alpins) — элитные горные стрелки во французской армии. Специализируются на горной войне и городских боях. Существуют с 1888 года.

## История
Франция создала собственные горнострелковые войска в конце XIX века в целях отражения возможного вторжения со стороны объединившейся Италии. После объединения в 1850—1870 гг., Италия образовала крупное государство, потенциально способное представлять угрозу альпийской границе. 24 декабря 1888 года первые горные войска были созданы из 12 из 31 действующих шассёрских батальонов.
Поначалу они именовались как «Альпийские батальоны пеших стрелков» (фр. Bataillons Alpins de Chasseurs à Pied). Позже название сократили до «Батальоны альпийских стрелков» (фр. Bataillons de Chasseurs Alpins). Отличительным знаком стало ношение берета с жёлтым сигнальным рогом. Как полагается, ношение этой формы головного убора было первым случаем в регулярных воинских частях.

## Современность
С 1999 года все альпийские стрелки входят в 27-ю горнопехотную бригаду в количестве трёх батальонов. Все три батальона базируются во французских Альпах.
Обучение включает в себя скалолазание, катания на лыжах, ориентирование в горной местности. Традиционное обучение включает в себя обучение выживанию в горах в виде овладение навыками постройки иглу и сон при температуре около 0 °С.
Транспорт составляют двухзвенные гусеничные вездеходы VAC, бронетранспортёры VAB. Оружие включает в себя 51-мм миномёты LGI Mle F1, 81-мм миномёты LLR, возимые 20-мм автоматические пушки, ПТРК и тд. Стрелковое оружие аналогично остальным частям французской армии.
Альпийские стрелки легко узнаваемы по широкому берету (не в боевой форме), прозванным альпийским пирогом. Однако подобные головные уборы носят и другие горные подразделения: горноартиллерийские, горнокавалерийские, связи. При этом горные инженерно-сапёрные подразделения Иностранного легиона носят зелёный берет.

## Звания
Низшие чины и унтер-офицеры
- Chasseur (Стрелок)

- Chasseur de 1ère Classe (Стрелок 1-го класса)
- Caporal (Капрал)
- Caporal-Chef (Шеф-капрал)
- Caporal-Chef de 1ère Classe (Шеф-капрал 1-го класса)
- Sergent (Сержант)
- Sergent-Chef (Шеф-сержант)
- Adjudant (Адъютант)
- Adjudant-Chef (Шеф-адъютант)
- Major (Майор)

Офицеры
- Aspirant (Аспирант)
- Sous-Lieutenant (Младший лейтенант)
- Lieutenant (Лейтенант)
- Capitaine (Капитан)
- Commandant (Коммандант)
- Lieutenant-Colonel (Подполковник)
- Colonel (Полковник)